# Thomas G. Turner

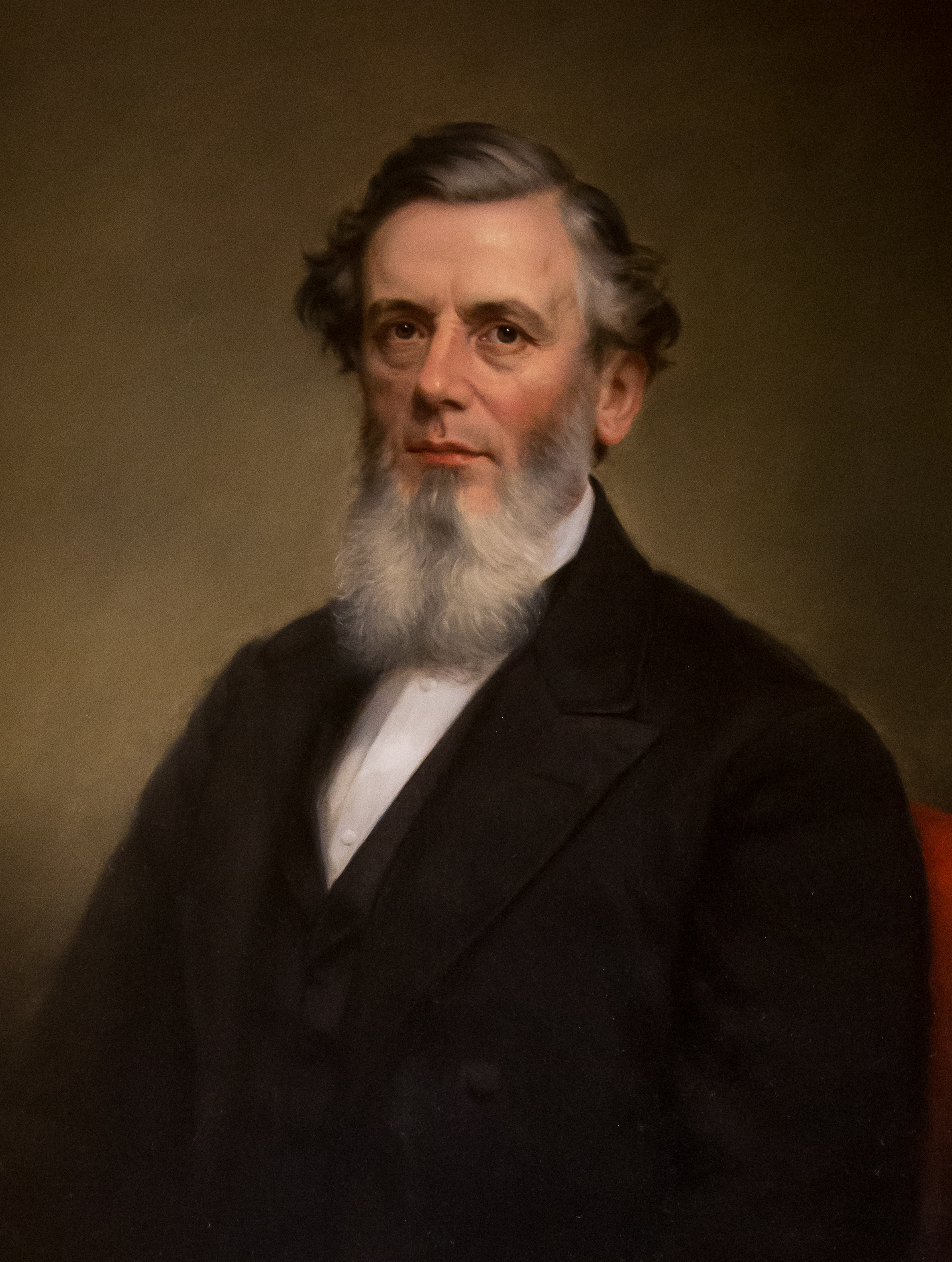
Thomas G. Turner.

Thomas Goodwin Turner, född 24 oktober 1810, död 3 januari 1875, var en amerikansk politiker och affärsman som var guvernör i Rhode Island 1859-1860.

## Tidigt liv
Turner föddes i Warren, Bristol County, Rhode Island den 24 oktober 1810. Han var gift med Mary Pierce Luther, hade sju barn och var baptist.

## Politisk karriär
Turner var republikan och viceguvernör i Rhode Island från 1857. Han efterträdde sin partikamrat Elisha Dyer som guvernör från den 31 maj 1859 och satt till den 29 maj 1860.
Han var anhängare av Abraham Lincoln, och lyckades inte vinna Republikanernas nominering för att kandidera till återval 1860. Sedan han lämnat guvernörsämbetet, utsågs han av president Lincoln till positionen som förste federale fogde för Rhode Islands första distrikt (First Collector of Internal Revenue for the First District of Rhode Island).

## Senare år
Turner var direktör för Equitable Insurance Company i Providence, Rhode Island, under sina senare levnadsår. Han avled i sitt hem i Warren, Rhode Island, den 3 januari 1875. Han begravdes på South Burial Ground, Warren, Bristol County, Rhode Island.